# Flévy
Flévy là một xã trong vùng Grand Est, thuộc tỉnh Moselle, quận Metz-Campagne, tổng Vigy. Tọa độ địa lý của xã là 49° 14' vĩ độ bắc, 06° 14' kinh độ đông. Flévy nằm trên độ cao trung bình là 209 mét trên mực nước biển, có điểm thấp nhất là 172 mét và điểm cao nhất là 259 mét. Xã có diện tích 11,58 km², dân số vào thời điểm 1999 là 494 người; mật độ dân số là 42 người/km². Xã nằm về phía bắc của Metz.

## Thông tin nhân khẩu
| 1962 | 1968 | 1975 | 1982 | 1990 | 1999 |
| ---- | ---- | ---- | ---- | ---- | ---- |
| 309  | 318  | 370  | 381  | 424  | 494  |